# オレホヴォ＝ズエヴォ
座標: 北緯56度14分 東経42度10分 / 北緯56.233度 東経42.167度

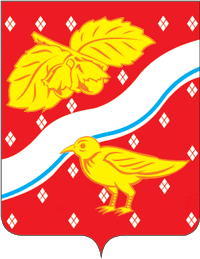
オレホヴォ＝ズエヴォの紋章

オレホヴォ＝ズエヴォ（オレホヴォ＝ズーエヴォ、ロシア語: Оре́хово-Зу́ево；Orekhovo-Zuyevo）は、ロシア連邦のモスクワ州にある都市。人口は10万5745人（2021年） 。首都モスクワから東へ90km、最寄りの街であるドレスナとリキノ＝ドゥリョーヴォからの距離はそれぞれ10kmほど。オカ川の大きな支流・クリャージマ川のほとりにあり、周囲は深い森林地帯である。オレホヴォ＝ズエヴォの街は、1917年にオレホヴォ村、ズエヴォ村、ニコルスコエ村の三村が合併して誕生し、現在の地名となった。

## 歴史

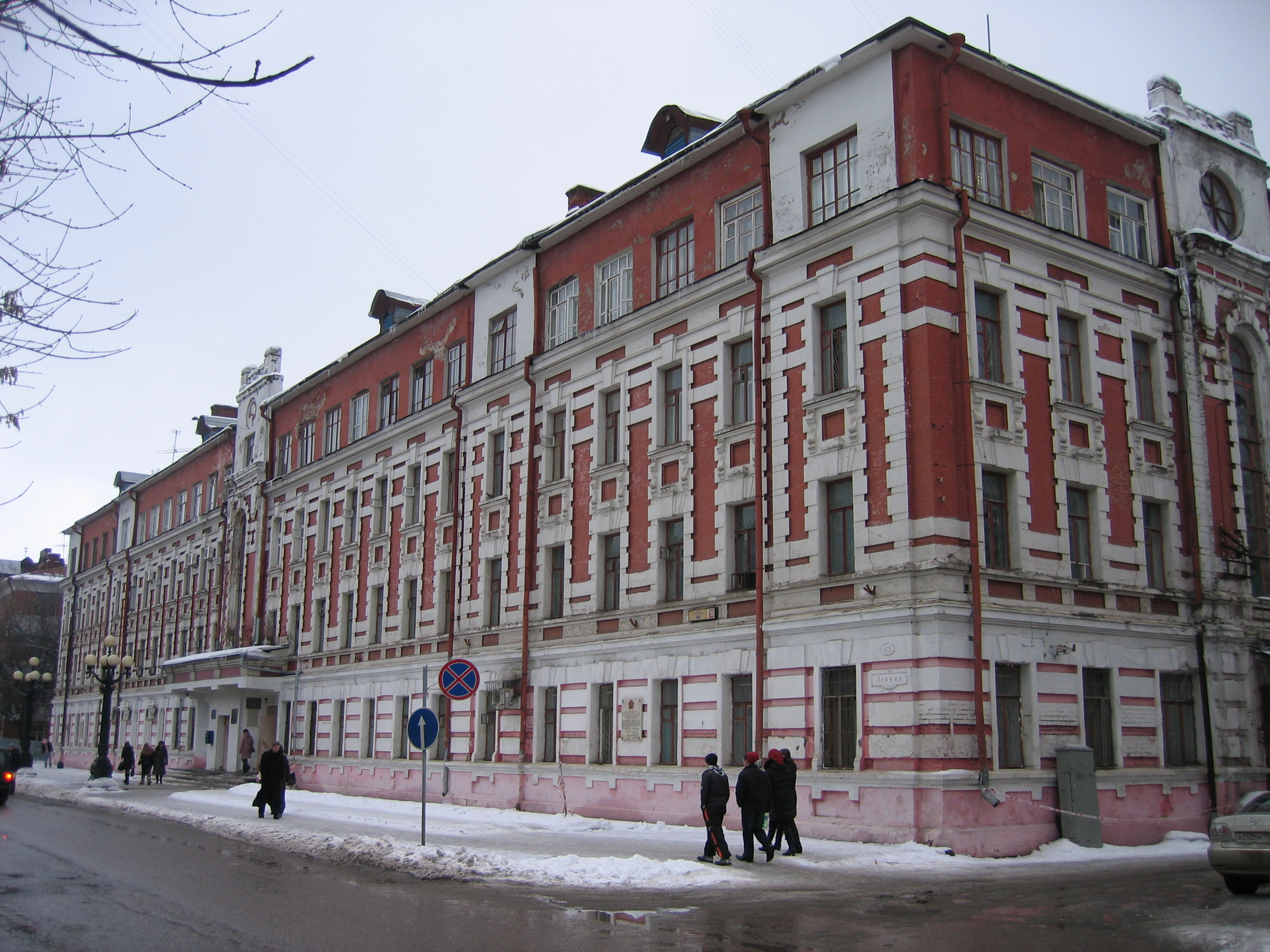
オレホヴォ＝ズエヴォの古い市庁舎

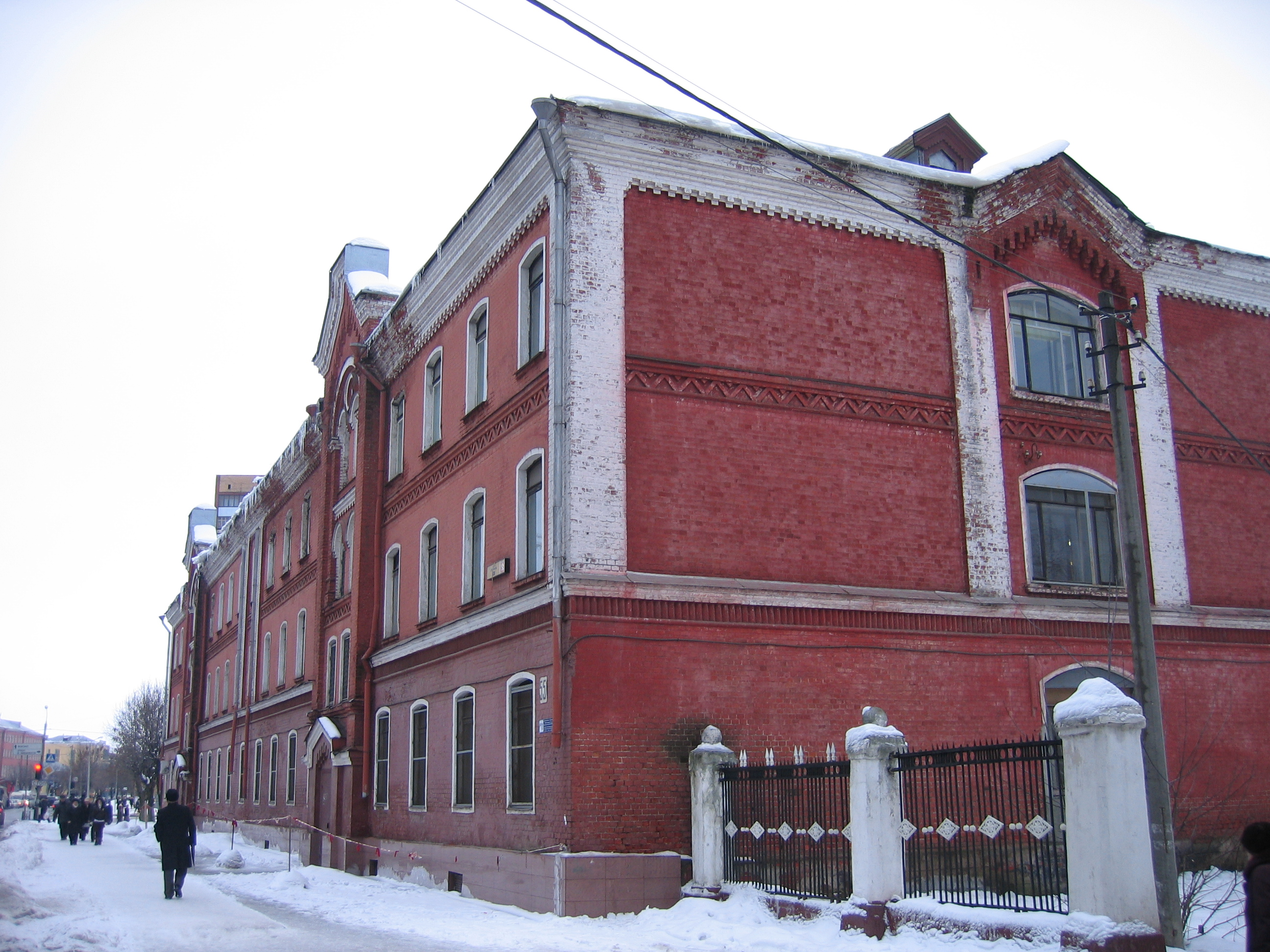
古い繊維工場

オレホヴォ＝ズエヴォ市は1917年にいくつかの村が合併して誕生した。前身となる村のうち最古の村は13世紀初頭から存在したズエヴォで、モスクワの年代記には1209年の条で「ヴォロチョーク」（Volochok）の名で言及されており、ここでウラジーミル大公とリャザン公の戦いが起きたとある。「ヴォロチョーク」とは古いスラブ語で「連水陸路」（川と川の間が狭まっている地点で、川から舟を引き上げて隣の川まで陸路で運ぶところ）を指し、クリャージマ川とネルスカヤ川の間を結ぶ道がここにあった。オレホヴォの村は17世紀後半には記録にあらわれている。
1797年、農奴のサヴァ・モロゾフという人物がズエヴォ村に絹織物工場を築いた。モロゾフは後に生産の重点を絹から毛織物へ移し、1823年には事業から得た収入で農奴の身分から脱却した。1830年には工場をクリャージマ川の対岸へ移した。これが後にニコルスコエと呼ばれるようになった村である。
19世紀末から20世紀初頭、オレホヴォ＝ズエヴォはモスクワ、サンクトペテルブルクに次ぐロシア第三位の繊維製造都市であった。これには1861年に開通したモスクワ-ウラジーミル間の鉄道がオレホヴォを通った影響も大きい。1890年には17か所の工場がオレホヴォにはあった。一方で1885年、モロゾフ工場ではロシア最初期の大規模なストライキが起きた。1月7日に始まったストは数週間も続き、このストがロシアの革命運動に与えた影響は大きい。
十月革命の直前の1917年6月3日、オレホヴォ＝ズエヴォ市が誕生した。第二次世界大戦時にはオレホヴォ＝ズエヴォは武器生産でソ連を支え、ドイツ軍が迫ったモスクワの戦いでは軍の病院などが置かれた。

## 産業と交通

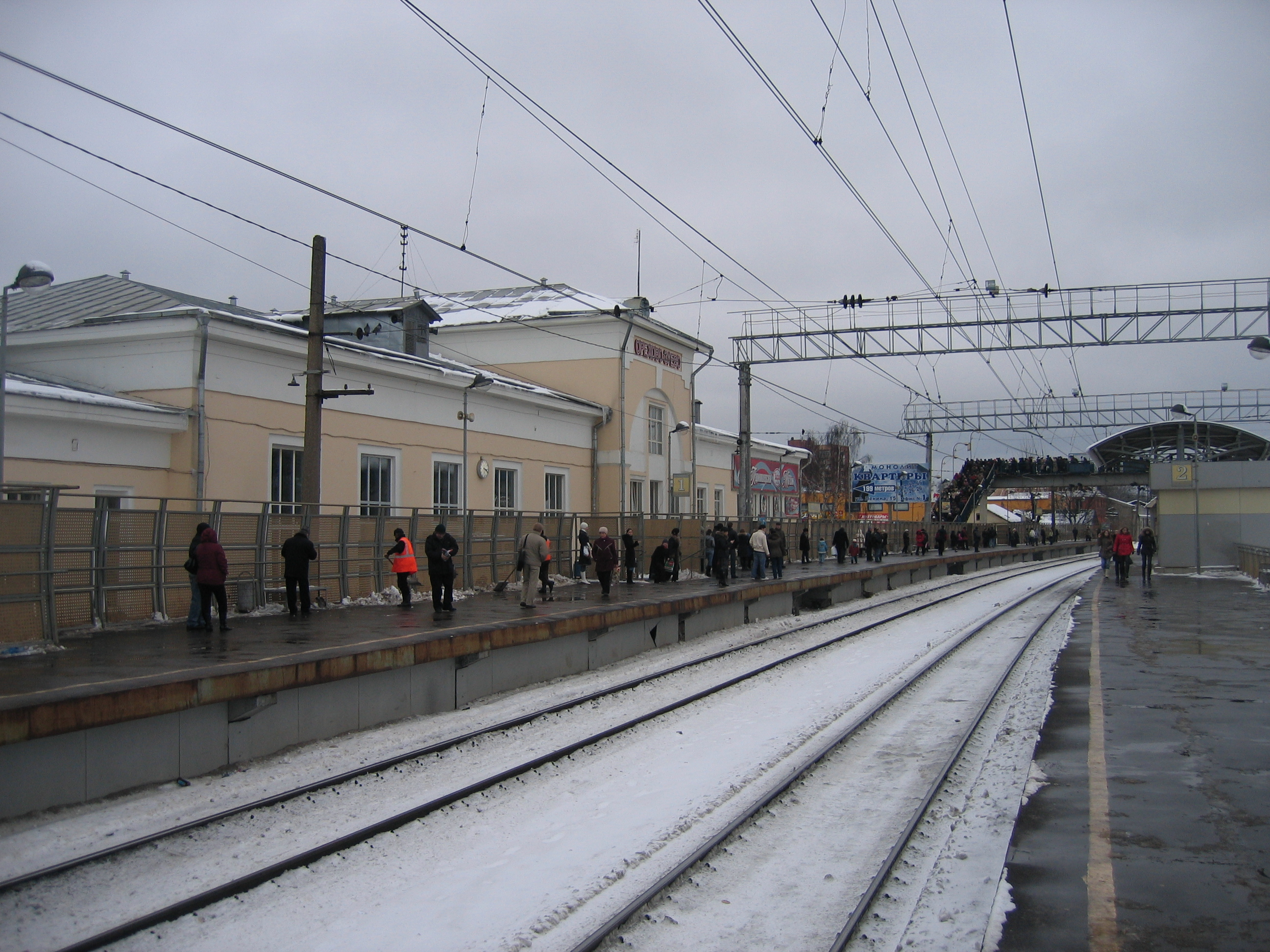
オレホヴォ＝ズエヴォ駅

市の主な産業は18世紀以来の綿を中心とする繊維工業で、近代に入り化学工業も盛んになった。しかしソビエト連邦の崩壊後、他国から高品質で価格の安い繊維製品が大量にロシアに流入し、オレホヴォ＝ズエヴォの繊維工業も打撃を受けて工場閉鎖が相次いだ。ロシア最大の列車・機関車製造企業であるトランスマシュホールディング（CJSC Transmashholding）は近郊に大工場を構えている。
加えて、オレホヴォ＝ズエヴォはモスクワ-ウラジーミル-ニジニ・ノヴゴロド間の幹線鉄道と、モスクワ郊外を環状に取り巻く鉄道路線とが交わる場所で、オレホヴォ＝ズエヴォの駅の南にはモスクワ近郊に二つある大きな操車場のうちの一つがある。
鉄道のほかには、モスクワ-ニジニ・ノヴゴロド-カザン-ウファを結ぶロシア連邦道路M7が市街地の数km北を通っている。

## 文化とスポーツ
市内の見どころは18世紀から19世紀にかけて建てられた古い工場群で、そのほかには博物館、近郊のグスリツキー修道院などがある。
オレホヴォ＝ズエヴォはスポーツの盛んな地域で、ロシアでも早くからサッカーチームが生まれた場所でもある。この街に最初にできたチームはモロゾフ工場のサッカーチームで、1887年にモスクワサッカーリーグの副会長を務めていたイギリス人クレメント・チャーノックにより結成された。当初は「モロゾフツィ」（Morozovtsy）という名だったこのチームは1906年に「OKSモスクワ」となり、後にFCディナモ・モスクワになっている。現在、オレホヴォ＝ズエヴォには「ズナーミャ・トルダー」（Znamya Truda、労働旗）というサッカークラブがある。1962年にはUSSRカップで準優勝した名門だが、ソ連崩壊後はFCスパルタク・モスクワに買収され、その二軍チームとなり「スパルタク＝オレホヴォ」（Spartak-Orekhovo）と称していた。2003年にチーム名をズナーミャ・トルダーに戻している。
オレホヴォ＝ズエヴォにはバドミントンスクールもあり、全ロシアバドミントン選手権は例年オレホヴォ＝ズエヴォで行われる。

## 姉妹都市
- en:Madona、ラトビア
- ナヴァポラツク、ベラルーシ
- トレビニェ、ボスニア・ヘルツェゴビナ
- ポツダム、ドイツ